# Compagnie des chemins de fer du Sud de la France
Ne doit pas être confondu avec Compagnie ferroviaire du Sud de la France.
Cet article concerne une compagnie historique. Pour l'entreprise qui lui a succédé, voir Chemins de fer de Provence.

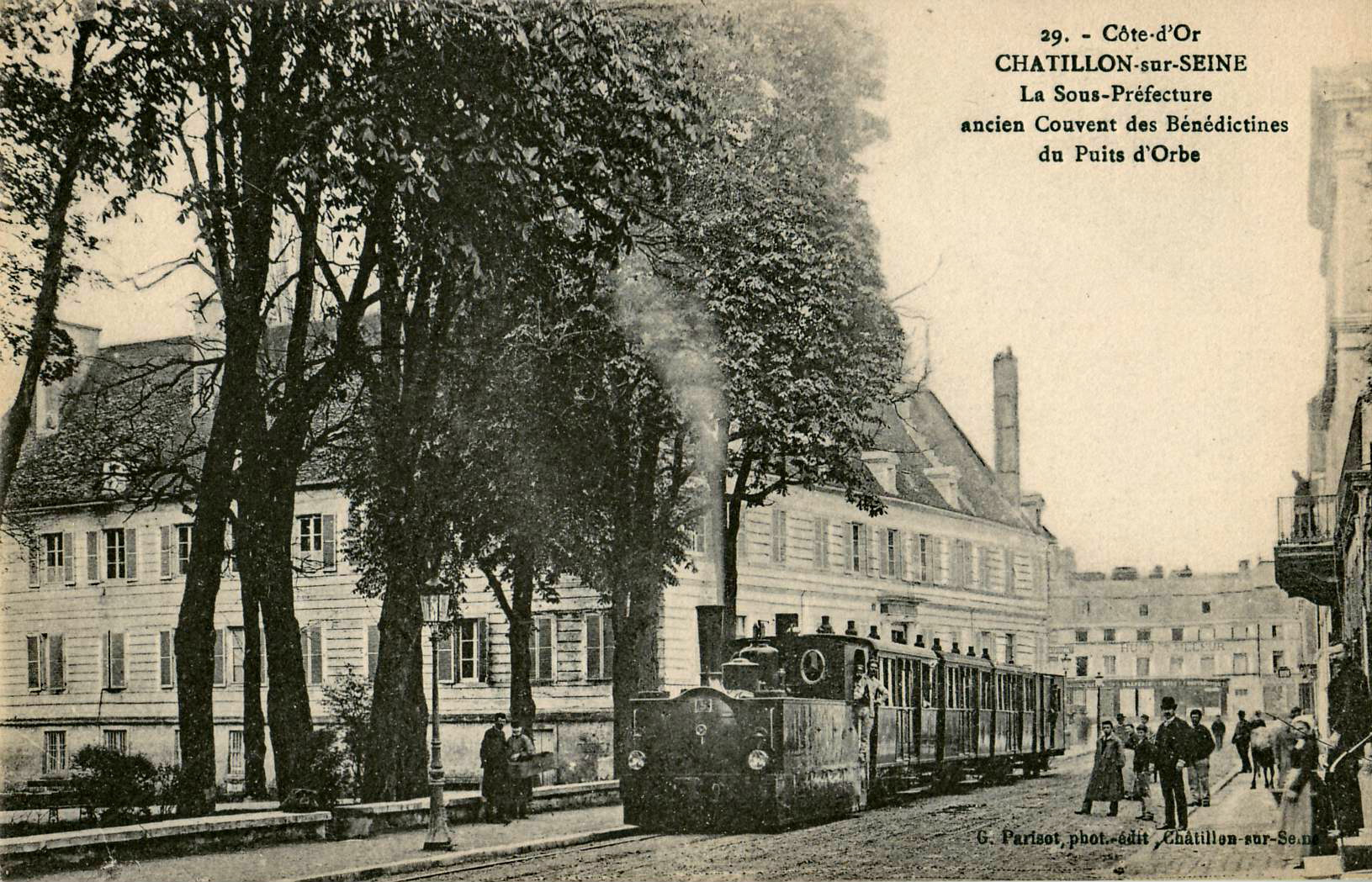
Châtillon-sur-Seine, sur le réseau de la Côte-d'Or

La Compagnie des chemins de fer du Sud de la France (SF), dite aussi Sud France, exploite plusieurs réseaux des chemins de fer secondaires entre 1886 et 1925.

## Histoire
La Compagnie des chemins de fer du Sud de la France (SF), est créée à Marseille le 4 novembre 1885 par le baron Jacques de Reinach, elle exploite 879 km de voies ferrées à son apogée en 1910
Principales évolutions du réseau:
- 1888 : 55 km amorce de la ligne du Centre-Var ;
- 1890 : 233 km parties des lignes du Centre-Var et du Littoral-Var ;
- 1891 : 361 km amorce de la ligne des Alpes et amorce du réseau de la Côte-d'Or ;
- 1892 : 470 km ligne Centre-Var complète ;
- 1894 : 479 km ouverture du tramway de Cogolin (Var) ;
- 1895 : 572 km complément du réseau de la Côte-d'Or ;
- 1900 : 574 km ;
- 1905 : 640 km fin de construction de la ligne du Littoral-Var ;
- 1906 : 698 km reprise du réseau tramways de l'Isère ;
- 1910 : 879 km premières lignes des tramways des Alpes-Maritimes, réseaux d'Isère complet depuis 1909, mise en Régie du réseau de Côte-d'Or ;
- 1911 : 685 km suite des ouvertures sur le Tramways des Alpes-Maritimes, achèvement de la ligne des Alpes ;
- 1914 : 535 km mise sous séquestre du réseau d'Isère ;
- 1924 : 583 km achèvement du réseau des tramways des Alpes-Maritimes.

Elle disparait en 1925 en laissant la place à la Compagnie des chemins de fer de la Provence. De 2005 à 2014, la Compagnie ferroviaire du Sud de la France (CFSF) exploite la ligne Nice - Digne, seule ligne encore existante de l'ancien réseau Sud France.

## Les réseaux exploités
- Le réseau du Var et des Alpes, entre 1888 et 1925,
  - Ligne de Nice à Digne
  - Ligne de Colomars à Meyrargues par Grasse et Draguignan,
  - Ligne de Toulon à Saint-Raphaël
  - Ligne de Cogolin à Saint-Tropez
  - Le réseau des tramways des Alpes-Maritimes
- Le réseau du nord-ouest de l'Isère des tramways de l'Ouest du Dauphiné, entre 1903 et 1914.
- Le réseau des chemins de fer départementaux de la Côte-d'Or.

## La Compagnie dans la peinture
- Le train du littoral, grande fresque peinte par Paul Levéré pour le hall de la gare du Sud France à Toulon, sauvegardée à la démolition de celle-ci après les bombardements de 1944 et conservée au musée du Vieux Toulon[3].